# Вертюжанский район
Вертюжа́нский райо́н (молд. raionul Vertiujeni, молд. районул Вертюжень) — административно-территориальная единица Молдавской ССР, существовавшая с 11 ноября 1940 года по 31 октября 1957 года.

## История
Как и большинство районов Молдавской ССР, образован 11 ноября 1940 года, центр — село Вертюжаны. До 16 октября 1949 года находился в составе Сорокского уезда, после упразднения уездного деления перешёл в непосредственное республиканское подчинение.
С 31 января 1952 года по 15 июня 1953 года район входил в состав Бельцкого округа, после упразднения окружного деления вновь перешёл в непосредственное республиканское подчинение.
31 октября 1957 года Вертюжанский район был ликвидирован, большая часть его территории была передана в состав Флорештского района, меньшая — в состав Сорокского района..

## Административное деление
По состоянию на 1 января 1955 года Вертюжанский район состоял из 13 сельсоветов: Васкауцкий, Вертюжанский, Воронковский, Жапский, Залучанский, Кошерницкий, Нападовский, Немировский, Сенатовский, Солонецкий, Стойканский, Черепковский и Черницкий.